# Serie A 2015-16
Serie A 2015-16 er den 114. sæson af Serie A, den professionelle fodboldliga i Italien. Sæsonen startede 22. august 2015 og slutter 15. maj 2016.

## Hold
| KLub           | By        | Stadion                                             | Kapacitet | 2014–15-sæson           |
| -------------- | --------- | --------------------------------------------------- | --------- | ----------------------- |
| Atalanta       | Bergamo   | Stadio Atleti Azzurri d'Italia                      | 26.542    | 17th in Serie A         |
| Bologna        | Bologna   | Stadio Renato Dall'Ara                              | 38.279    | Serie B playoffs winner |
| Carpi          | Carpi     | Stadio Alberto Braglia (Modena)                     | 21.151    | Serie B Champions       |
| Chievo         | Verona    | Stadio Marc'Antonio Bentegodi                       | 38.402    | 14th in Serie A         |
| Empoli         | Empoli    | Stadio Carlo Castellani                             | 16.800    | 15th in Serie A         |
| Fiorentina     | Firenze   | Stadio Artemio Franchi                              | 47.282    | 4th in Serie A          |
| Frosinone      | Frosinone | Stadio Matusa                                       | 10.000    | 2nd in Serie B          |
| Genoa          | Genoa     | Stadio Luigi Ferraris                               | 36.685    | 6th in Serie A          |
| Hellas Verona  | Verona    | Stadio Marc'Antonio Bentegodi                       | 38.402    | 13th in Serie A         |
| Internazionale | Milano    | Giuseppe Meazza                                     | 80.018    | 8th in Serie A          |
| Juventus       | Torino    | Juventus Stadium                                    | 41.254    | Serie A-vindere         |
| Lazio          | Rom       | Stadio Olimpico                                     | 72.698    | 3rd in Serie A          |
| Milan          | Milano    | San Siro                                            | 80.018    | 10th in Serie A         |
| Napoli         | Napoli    | Stadio San Paolo                                    | 60.240    | 5th in Serie A          |
| Palermo        | Palermo   | Stadio Renzo Barbera                                | 36.349    | 11th in Serie A         |
| Roma           | Rom       | Stadio Olimpico                                     | 72.698    | 2nd in Serie A          |
| Sampdoria      | Genoa     | Stadio Luigi Ferraris                               | 36.685    | 7th in Serie A          |
| Sassuolo       | Sassuolo  | Mapei Stadium – Città del Tricolore (Reggio Emilia) | 23.717    | 12th in Serie A         |
| Torino         | Torino    | Stadio Olimpico di Torino                           | 27.994    | 9th in Serie A          |
| Udinese        | Udine     | Stadio Friuli                                       | 30.643    | 16th in Serie A         |

## Stilling
| Pos | Hold           | K  | V  | U  | T  | M+ | M- | MF  | P  | Kvalifikation eller nedrykning                    |
| --- | -------------- | -- | -- | -- | -- | -- | -- | --- | -- | ------------------------------------------------- |
| 1   | Juventus (K)   | 34 | 26 | 4  | 4  | 65 | 17 | +48 | 82 | Kvalifikation til Champions League gruppespil     |
| 2   | Napoli (X)     | 34 | 22 | 7  | 5  | 72 | 29 | +43 | 73 | Kvalifikation til Champions League gruppespil     |
| 3   | Roma (X)       | 34 | 19 | 11 | 4  | 73 | 38 | +35 | 68 | Kvalifikation til Champions League play-off runde |
| 4   | Internazionale | 34 | 18 | 7  | 9  | 44 | 31 | +13 | 61 | Kvalifikation til Europa League gruppespil        |
| 5   | Fiorentina     | 34 | 17 | 8  | 9  | 55 | 38 | +17 | 59 |                                                   |
| 6   | Milan          | 34 | 14 | 11 | 9  | 43 | 35 | +8  | 53 |                                                   |
| 7   | Sassuolo       | 34 | 12 | 13 | 9  | 41 | 38 | +3  | 49 |                                                   |
| 8   | Chievo         | 34 | 13 | 9  | 12 | 43 | 41 | +2  | 48 |                                                   |
| 9   | Lazio          | 34 | 13 | 9  | 12 | 44 | 45 | −1  | 48 |                                                   |
| 10  | Genoa          | 34 | 12 | 7  | 15 | 39 | 41 | −2  | 43 |                                                   |
| 11  | Torino         | 34 | 11 | 9  | 14 | 44 | 47 | −3  | 42 |                                                   |
| 12  | Empoli         | 34 | 11 | 9  | 14 | 37 | 45 | −8  | 42 |                                                   |
| 13  | Atalanta       | 34 | 9  | 11 | 14 | 36 | 43 | −7  | 38 |                                                   |
| 14  | Udinese        | 34 | 10 | 8  | 16 | 31 | 49 | −18 | 38 |                                                   |
| 15  | Sampdoria      | 34 | 9  | 10 | 15 | 46 | 50 | −4  | 37 |                                                   |
| 16  | Bologna        | 34 | 10 | 7  | 17 | 31 | 44 | −13 | 37 |                                                   |
| 17  | Carpi          | 34 | 7  | 11 | 16 | 33 | 51 | −18 | 32 |                                                   |
| 18  | Frosinone      | 34 | 8  | 6  | 20 | 32 | 66 | −34 | 30 | Nedrykning til Serie B                            |
| 19  | Palermo        | 34 | 7  | 8  | 19 | 31 | 63 | −32 | 29 | Nedrykning til Serie B                            |
| 20  | Verona         | 34 | 3  | 13 | 18 | 28 | 57 | −29 | 22 | Nedrykning til Serie B                            |